# Gemophos filistriatus
Gemophos filistriatus is een slakkensoort uit de familie van de Buccinidae. De wetenschappelijke naam van de soort is voor het eerst geldig gepubliceerd in 2001 door Vermeij.